# Karl Ludwig Pfeiffer (Bankier)
Karl Ludwig Pfeiffer (* 5. September 1874 in Cassel; † 14. Juni 1952 ebenda) war ein deutscher Malakologe, Bankier und Vorsitzender der Handelskammer Kassel.

## Bankier
Karl Ludwig Pfeiffer war der Sohn des Bankiers August Ludwig Pfeiffer. Nach dem Schulabschluss studierte er Nationalökonomie in Berlin und absolvierte eine Lehre bei der Discontogesellschaft. Anschließend arbeitete er in verschiedenen Banken in Amerika, London und Paris. 
Nach dem Tod seines Onkels Louis Pfeiffer trat er als Inhaber und Alleinvorstand in das Bankhaus L. Pfeiffer ein. Als Vorstand leitete er das Haus in schwerer Zeit. Es gelang, den Weltkrieg und die Hyperinflation zu überstehen. In der Weltwirtschaftskrise fehlte jedoch das Kapital, um als eigenständige Bank zu bestehen. Als eine der letzten Kasseler Banken musste auch das Bankhaus L. Pfeiffer aufgeben und wurde von der Deutschen Bank übernommen. Bis 1934 war Karl Ludwig Pfeiffer Direktor der Kasseler Filiale der Deutschen Bank.

## Malakologe
Wie bereits sein Urgroßvater Carl Jonas Pfeiffer (1779–1836) galt sein Interesse der Malakologie. Seine Forschungen auf diesem Gebiet fanden ihre Anerkennung unter anderem darin, dass er von der Universität Marburg die Ehrendoktorwürde (Dr. h. c.) erhielt. Am 10. Februar 1923 wurde Pfeiffer für „wertvolle und erfolgreiche Hilfe bei der Begründung und Verwaltung des Universitätsbundes“ zum Ehrenbürger (Ehrensenator) der Universität Marburg ernannt.

## Kammerfunktionär
1913 wurde Karl Ludwig Pfeiffer in die Handelskammer Kassel gewählt. 1921 wurde er nach dem Tod von Otto Vogt zum Vorsitzenden der Kammer gewählt – ein Amt, das bereits vor ihm sein Großvater und sein Onkel innegehabt hatte. Er wirkte zwölf Jahre lang als Vorsitzender der Handelskammer. In seiner Amtszeit wuchs der Kammerbezirk durch Fusionen stark an. 1924 kam der Freistaat Waldeck, 1932 die Kammer im thüringischen Mühlhausen zur Kasseler Handelskammer, die seit 1924 Industrie- und Handelskammer hieß.
Nach der Machtergreifung der Nationalsozialisten wurde er aus dem Vorsitzendenamt entfernt. Die Nazis nutzten eine Urlaubsreise Pfeiffers nach Madeira, um in seiner Abwesenheit den Nazi-Funktionär Rudolf Braun in das Vorsitzendenamt zu befördern. Nachdem Pfeiffers Proteste dagegen erfolglos blieben, beugte sich Pfeiffer den Tatsachen und erklärte seinen Rücktritt.
Während der Zeit des Nationalsozialismus hielt sich Pfeiffer von allen öffentlichen Ämtern fern. Nach dem Zweiten Weltkrieg wurde er im April 1945 von der Besatzungsmacht erneut als Kammerpräsident eingesetzt. Aufgrund seines Alters trat er jedoch bereits im Juli 1945 wieder zurück und Gustav Römer wurde sein Nachfolger.
Über seine Schwester Friederike (Frida) Pfeiffer (* 1880; † 1970) war er der Schwager von Enno Russell.

## Vorsitzender des Kunstvereins für Kurhessen
Von 1907 bis 1935 war Karl Ludwig Pfeiffer Vorsitzender des Kunstvereins für Kurhessen in Kassel. Er öffnete den Kunstverein für die Avantgarde. 1935 verließ er den Verein als unerwünschte Person.